# Srpce
Srpce (izvirno srbsko Српце) je naselje v Srbiji, ki upravno spada pod Občino Kučevo; slednja pa je del Braničevskega upravnega okraja.

## Demografija
V naselju živi 135 polnoletnih prebivalcev, pri čemer je njihova povprečna starost 52,1 let (49,0 pri moških in 54,8 pri ženskah). Naselje ima 59 gospodinjstev, pri čemer je povprečno število članov na gospodinjstvo 2,56.
To naselje je, glede na rezultate popisa iz leta 2002, večinoma srbsko, a v času zadnjih treh popisov je opazno zmanjšanje števila prebivalcev.
|  |

| Demografija | Demografija     | Demografija     |
| Leto        | Št. prebivalcev | Št. prebivalcev |
| ----------- | --------------- | --------------- |
|             |                 |                 |
|             |                 |                 |
|             |                 |                 |
|             |                 |                 |
| 1948        | 294             |                 |
| 1953        | 285             |                 |
| 1961        | 332             |                 |
| 1971        | 329             |                 |
| 1981        | 307             |                 |
| 1991        | 293             | 227             |
| 2002        | 267             | 151             |
|             |                 |                 |

| Etnična sestava po popisu iz leta 2002 | Etnična sestava po popisu iz leta 2002 | Etnična sestava po popisu iz leta 2002 | Etnična sestava po popisu iz leta 2002 | Etnična sestava po popisu iz leta 2002 |
| -------------------------------------- | -------------------------------------- | -------------------------------------- | -------------------------------------- | -------------------------------------- |
| Srbi                                   | Srbi                                   |                                        | 128                                    | 84,76%                                 |
| Vlahi                                  | Vlahi                                  |                                        | 22                                     | 14,56%                                 |
| Neznano                                | Neznano                                |                                        | 1                                      | 0,66%                                  |